# Xylosciara endocristata
Xylosciara endocristata är en tvåvingeart som beskrevs av Hans-Georg Rudzinski 1992. Xylosciara endocristata ingår i släktet Xylosciara och familjen sorgmyggor.
Artens utbredningsområde är Österrike. Inga underarter finns listade i Catalogue of Life.